# Esclanyà
Esclanyà és una entitat de població situada al sector sud-oest del terme municipal del municipi baixempordanès de Begur. El 2014 tenia 980 habitants.

## Història
Fins a la darreries de l'edat mitjana fou una possessió del senyors de Cruïlles. A primers del Segle XIX era un ens local independent i tenia regidor propi (batllia de Begur), però no va acabar de formar ajuntament constitucional un cop finiquitat l'Antic Règim Senyorial, i va restar unit al terme municipal de Begur. Així i tot, des del 20/4/1937 fins al final de la Guerra Civil Espanyola aquest poble va formar part del terme de Palafrugell.

## Patrimoni monumental
El poble d'Esclanyà s'estructura al voltant de l'església de Sant Esteve d'Esclanyà, esmentada documentalment l'any 1280. L'església conté elements propis de diferents èpoques del romànic des del segle x, la qual cosa permet indicar l'existència d'un temple anterior.
El castell d'Esclanyà, conegut popularment com la torre d'Esclanyà, és una edificació del segle xiv. En l'actualitat es conserva la gran torre de planta rectangular, d'època romànica amb uns merlets a la banda nord.
Tradicionalment l'economia d'Esclanyà es fonamentà en el cultiu de les vinyes i els olivers. La producció de rajoles representà la principal activitat industrial.
Al cementiri hi ha la tomba del pedagog i polític Josep Pallach (Figueres, 1920 - l'Hospitalet de Llobregat, 1977).

## Monuments
| Monument               | Protecció   | Estil/època             | Localització                             | Coordenades                                            | Codi?         | Imatge                                                                     |
| ---------------------- | ----------- | ----------------------- | ---------------------------------------- | ------------------------------------------------------ | ------------- | -------------------------------------------------------------------------- |
| Castell d'Esclanyà     | BCIN 528-MH | XII-XVII, XVIII         | Begur                                    | 41° 55′ 44″ N, 3° 10′ 35″ E / 41.9287944°N,3.1763944°E | RI-51-0005801 | Castell d'Esclanyà (Begur) · Carregueu una nova foto d'aquest monument     |
| Sant Esteve d'Esclanyà |             | Romànic, barroc X, XVII | Begur Pl. de la Constitució, 6, Esclanyà | 41° 55′ 46″ N, 3° 10′ 35″ E / 41.929349°N,3.176393°E   | IPA-6819      | Sant Esteve d'Esclanyà (Begur) · Carregueu una nova foto d'aquest monument |
| Can Planas             |             | Obra popular XVII       | Begur Pl. de la Constitució, 9, Esclanyà | 41° 55′ 44″ N, 3° 10′ 34″ E / 41.92899°N,3.17619°E     | IPA-6883      | Can Planas (Esclanyà) · Carregueu una nova foto d'aquest monument          |